# Expertsystem
Ett expertsystem, ibland kallat beslutsstödsystem, är ett datorprogram som besvarar frågor från användaren genom att dra slutsatser baserade på en samling regler och i förväg lagrade fakta. Expertsystem brukar räknas till kategorin program med artificiell intelligens. Syftet med expertsystem är att efterlikna rådgivning från en människa med mycket erfarenhet på ett område. Ett exempel på ett expertsystem skulle kunna vara ett sjukdomsdiagnosprogram som utifrån patientens symptom och bakgrund (ålder, kön, yrke, sjukdomar i släkten med mera) hjälper läkaren genom att ge förslag på frågor, undersökningar och möjliga sjukdomar med gradering efter sannolikhet och/eller farlighet. Expertsystem utvecklas genom att man intervjuar experter och kartlägger deras kunskap och arbetssätt, och formulerar detta som logiska påståenden i en kunskapsbas. Utifrån det skapar man manuellt eller automatiskt regler som exempelvis kan beskrivas med ett beslutsträd.
På 1990-talet var renodlade expertsystem på modet, men senare har intresset sjunkit. Istället har datadriven databrytning av stora mängder statistik fått ett uppsving, exempelvis för att uppskatta hur sannolikt det är att en patient med olika medicinska värden har en viss sjukdom. Däremot har mycket av tekniken bakom expertsystem integrerats som en del i andra programvaror, som ibland kan benämnas beslutsstödssystem. "Gemet" i Microsoft Office var ett exempel på en digital assistent som delvis använder expertsystemprogramvara. 
Anledningarna till det minskade intresset för renodlade expertsystem är flera:
Fakta måste vara formulerade på ett sådant sätt att datorn kan hantera dem och basera beslut på villkor, oftast strikta logiska villkor (IF-ELSE-villkor). För pålitlig funktion är det i de flesta fall viktigt med en enhetlig terminologi, vilket har visat sig försvåra användandet. Ordval, val av ändelser (till exempel "smärta i ryggen", "smärtor i rygg", "ont i ryggen", "ryggvärk" i exemplet ovan) samt stavfel kan ge markanta skillnader i utfallet. Alternativt behövs ett mycket väl fungerande språkgränssnitt. Vidare krävs att faktadatabasen är så fullständig som möjligt samt att regelsamlingen är så komplett som möjligt, annars kommer systemet att göra fel. 
I många fall har arbetet med expertsystem visat sig vara mycket gynnsamt för kunderna trots att systemen inte alls fungerat. Under utvecklingsprocessen har man nämligen kartlagt kunskap, problem och beslutsgång så noggrant att man har kunnat utarbeta effektiva metoder för människorna att göra det systemet var tänkt att göra men inte klarade av.